# Kuchelmißer See
Der Kuchelmißer See ist ein See im Gemeindegebiet von Kuchelmiß im Landkreis Rostock in Mecklenburg-Vorpommern.
Das Gewässer hat eine Größe von etwa 18 Hektar und maximale Ausdehnungen von 780 Metern in Nord-Süd-Richtung und 320 Metern in West-Ost-Richtung. Der Wasserspiegel liegt 38,9 Meter über NHN. Das umliegende Gelände steigt bis zu 79 Meter im Osten an. Am Ostufer münden drei Gräben in den See. Nach Süden fließen zwei Gräben, die zum Teil im angrenzenden Naturschutzgebiet verlaufen, in Richtung Nebel. Diese entwässert weiter über die Warnow in Richtung Ostsee.
Im Süden und Südosten des Sees grenzt die Wohnbebauung des Ortes Kuchelmiß an. Südlich verläuft auch die Landesstraße 11 von Krakow am See nach Teterow. Am Ostufer liegen eine Badestelle und die ehemalige Straße in den Kuchelmißer Ortsteil Hinzenhagen, die durch den Bau der angrenzenden Autobahn nach Rostock zur Sackgasse wurde.
Der Entstehung nach ist der Kuchelmißer See ein Rinnensee südlich der Pommerschen Eisrandlage der Weichseleiszeit. Nach dem Trophiesystem wird das Gewässer als polytroph eingestuft.